# Battaglia del monte Tabor (1799)
La battaglia del monte Tabor, o schermaglia del monte Tabor, vide schierate forze francesi sotto il comando del generale Kléber, contro forze ottomane guidate dal Pashà di Damasco il 16 aprile 1799. Napoleone stava assediando San Giovanni d'Acri e Damasco mandò il suo esercito per rompere l'assedio. Operando a sud di San Giovanni d'Acri, il generale Kleber decise di intercettare l'esercito ottomano e muovere contro i 25000 ottomani.

## Contesto storico
Dopo essere giunto in Egitto, Napoleone si era scontrato con le forze mamelucche, sconfiggendole definitivamente non lontano da Giza. I due principali comandanti, Murad Bey e Ibrahim Bey si erano dati alla fuga recandosi rispettivamente nell'Alto Egitto e in Siria.
Il primo dei due fu inseguito da Desaix e le forze residue al suo comando furono braccate e sconfitte ripetutamente. Ibrahim Bey, invece, si rifugiò presso Jezzar Pascià, un brutale signore ottomano che governava una regione tra Siria, Libano e Palestina dalla fortezza di Acri.
Nonostante trattative diplomatiche e minacce varie, Jezzar non consegnò Bey a Napoleone. Anzi, nel dicembre 1798 invase le province di Gaza, Giaffa e Ramla, occupando anche al-Arish, una cittadina a poco più di 30 km dall'Egitto, che aveva pubblicamente dichiarato di voler liberare dai francesi.

## Antefatti
Nelle prime settimane del 1799 Napoleone prese con sé un terzo dell'esercito che aveva portato in Egitto e si diresse verso Acri, con l'intento di conquistare la roccaforte e fermare ogni tentativo ottomano di riconquistare l'Egitto. Il generale ed i suoi uomini marciarono lungo il litorale del Sinai e proseguirono lungo la costa della Palestina, liberando la città di al-Arish prima e quella di Giaffa poi.
Nel primo scontro con le forze di Jezzar, Napoleone trattò la resa della fortezza, ottenendo dai suoi occupanti la promessa di non compiere azioni contro l'esercito francese per un anno. Per assicurarsi che ciò avvenisse, fece depositare ai musulmani parte delle loro armi. Questo evento, reputato come un'immediata violazione del patto appena stretto, fu mal visto dai soldati ottomani, che raggiunsero la città di Giaffa e posero un'efficace resistenza. Dopo che la testa di un messaggero francese fu esposta fuori dalle mura, la città venne presa d'assalto dalle truppe di Napoleone, che si resero partecipi di atrocità di ogni genere. I soldati presenti ad al-Arish, riconosciuti tra i promotori della resistenza della città, furono tutti uccisi, prima fucilati e poi a colpi di baionetta, per risparmiare proiettili. Questi, in parte, maledirono i francesi: sorte volle che pochi giorni dopo, in quella stessa città, la peste colpì i francesi.

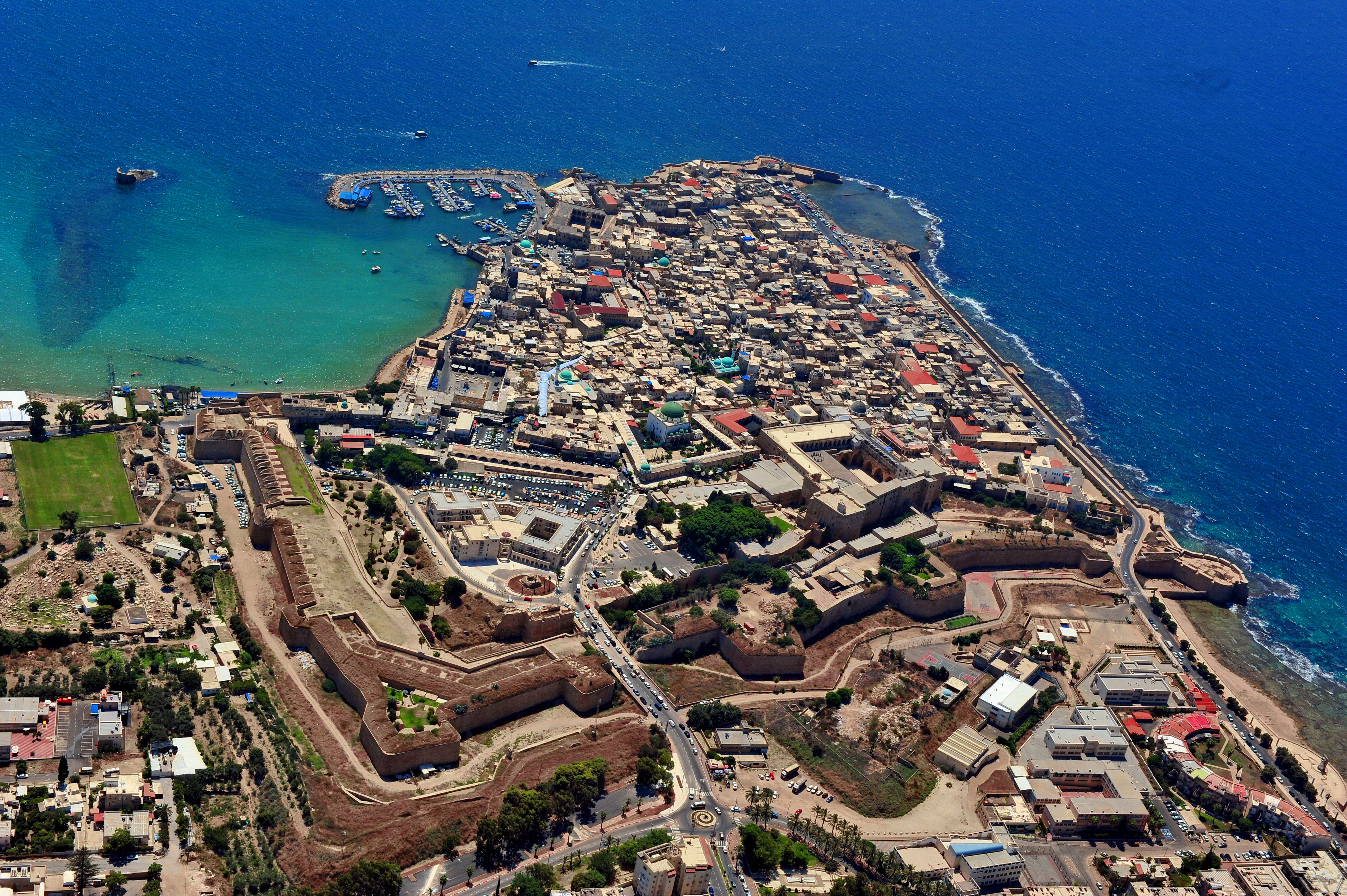
San Giovanni d'Acri oggi. Si possono notare ancora le possenti mura della fortezza

Catturata e liberata Gerusalemme, Napoleone avanzò verso San Giovanni d'Acri, dove Jezzar risiedeva con il resto del suo esercito. La città fu posta d'assedio, ma la cosa non fu facile: i cannoni di grosso calibro, necessari per abbattere le mura, furono catturati dalle navi inglesi proprio sotto gli occhi di Bonaparte, mentre stavano per arrivare ad Acri. Prima che la spedizione via terra li raggiungesse, bisognava attendere settimane.
Nel frattempo, un esercito di 40 000 uomini era stato allestito in Cappadocia e Siria e stava scendendo per recuperare l'Egitto dalle mani dei francesi. Mentre l'assedio ad Acri proseguiva, i francesi si imbatterono in una serie di schermaglie con alcuni distaccamenti di tale esercito, finalmente giunto in zona. Sebbene in estrema inferiorità numerica, la superiore disciplina ed esperienza dei francesi rispetto agli ottomani, per la maggior parte inesperti, fu sufficiente ad assicurare all'esercito invasore un cospicuo numero di vittorie in schermaglie minori. Uno dei generali che aveva il compito di attaccare i contingenti ottomani era il generale Kléber.

## La battaglia

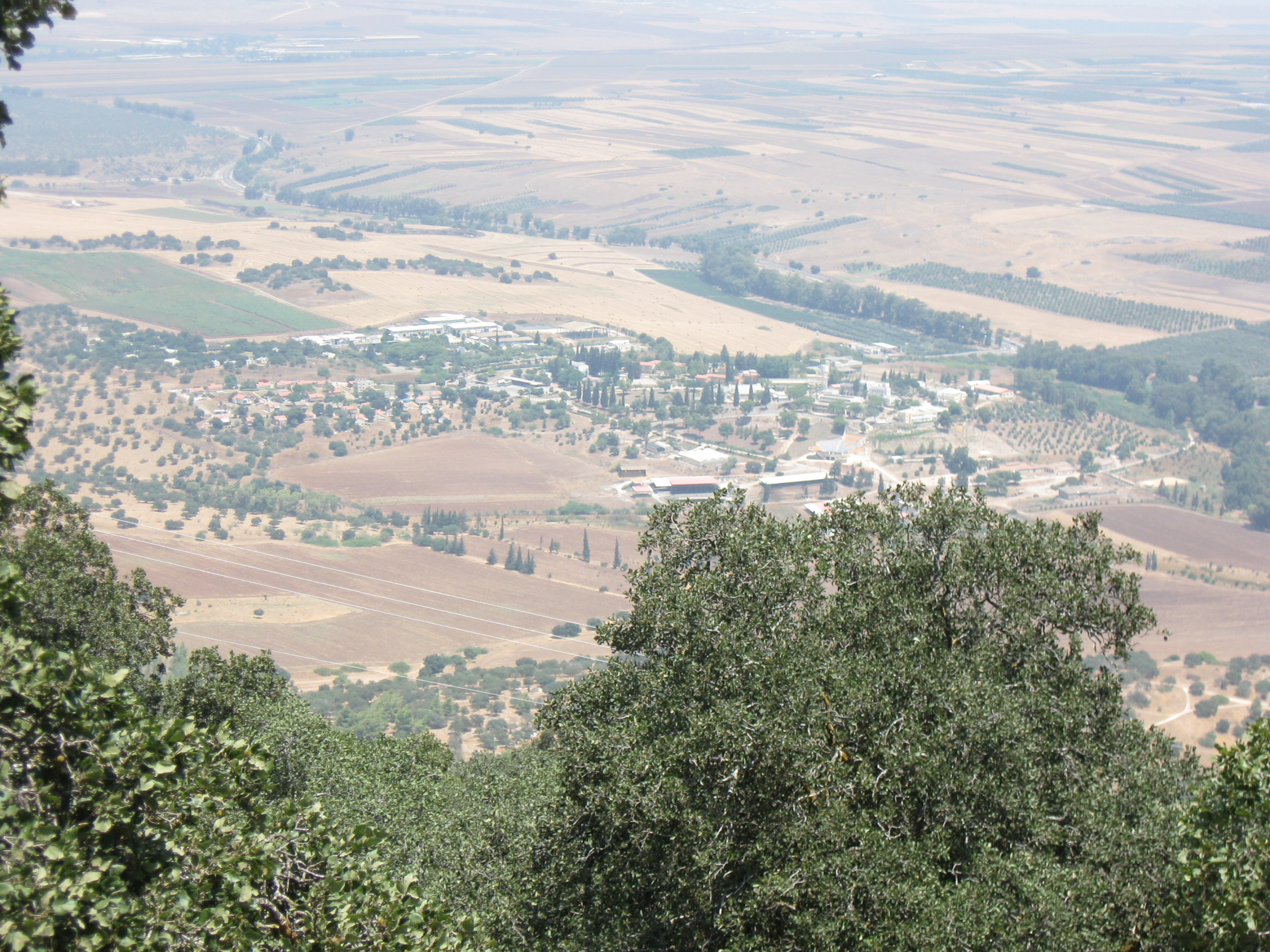
Piana sottostante il monte Tabor, dove fu combattuta la battaglia

Il generale Kléber aveva effettuato diverse ricognizioni in zona per trovare il principale gruppo di rinforzi inviati dall'Impero Ottomano in direzione della Palestina. Questo gruppo contava circa 25 000 uomini, sebbene per la maggior parte fossero ancora reclute con un breve addestramento alle spalle.
Individuò nei pressi del monte Tabor il loro accampamento principale. Non si sa con certezza quanti fossero i soldati turchi presenti, in ogni caso, erano decine di migliaia in più degli uomini di Kléber, più di tutti i francesi in Palestina. Il piano di Kléber era semplice ma efficace: sfruttare la notte per attaccare i rinforzi ottomani, cogliendoli di sorpresa e scatenando il panico nell'accampamento.

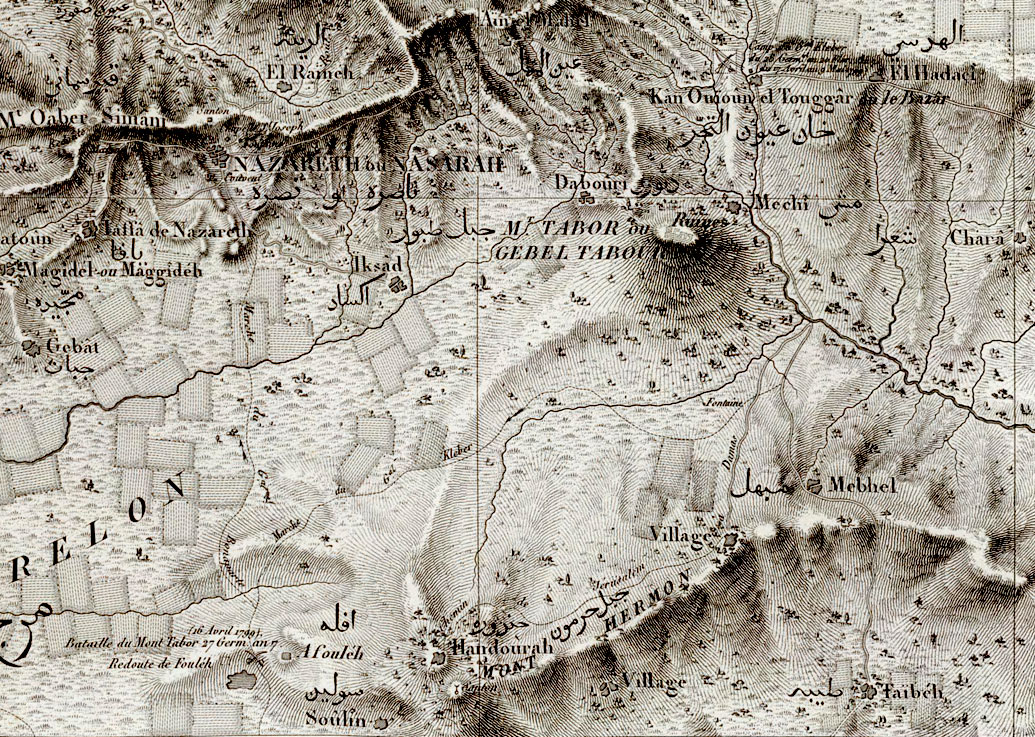
Mappa della zona del monte Tabor

Il piano, pur nella sua semplicità, fallí: quando il sole sorse, i francesi erano in piena vista del nemico. Dato l'allarme, migliaia di soldati ottomani sciamarono in direzione dei francesi, circondandoli. Non vedendo possibilità di salvezza, oltre all'arrivo di rinforzi esterni, Kléber dispose i suoi uomini in due quadrati, in modo da evitare l'accerchiamento, con l'ordine di sparare se il nemico si fosse avvicinato troppo.
Le forze francesi combatterono divise in due quadrati e resistettero per otto ore prima di finire le munizioni. Napoleone arrivò con i rinforzi, composti da 2500 uomini e due cannoni, proprio mentre gli ottomani sembravano sul punto di vincere. La fortuna giocò nuovamente un ruolo importante: per quanto possa sembrare piatto, il territorio nei pressi del monte Tabor presenta sbalzi di 10 o anche 20 metri, perfettamente capaci di celare la posizione dei rinforzi francesi in arrivo da Acri. Considerando poi che gli ottomani erano completamente assorbiti dall'attacco alle forze di Kléber, l'arrivo di Napoleone sul luogo fu completamente inatteso. Il generale attaccò il fianco della formazione ottomana, cogliendola di sorpresa e respingendola.

## Conseguenze
Disperso il principale gruppo di rinforzi inviati da Istanbul, nessuna forza ottomana sarebbe potuta giungere in Egitto via terra in breve tempo. Con una preoccupazione in meno, Napoleone poté riprendere in tranquillità l'assedio di Acri.